# Megarcys subtruncata
Megarcys subtruncata is een steenvlieg uit de familie Perlodidae. De wetenschappelijke naam van de soort is voor het eerst geldig gepubliceerd in 1942 door Hanson.